# ذا أدفانتشرز أف باتمان أند روبن
مغامرات باتمان وروبن (بالإنجليزية: The Adventures of Batman & Robin)‏، هي لعبة فيديو منصات ومغامرات، طورت وأصدرت من طرف شركتي سيجا، وكونامي، ونوفوتريد بين عام 1994 وعام 1995 على أربعة مشغلات وهي : سوبر نينتندو إنترتينمنت سيستم وسيغا جينسيس وميجا سي دي وسيجا جيم جير. اللعبة هي إقتباس لكرتون باتمان.